# Dr. Gillespie’s New Assistant
Dr. Gillespie’s New Assistant ist ein US-amerikanisches Filmdrama in schwarz-weiß aus dem Jahr 1942. Regie führte Willis Goldbeck, der zusammen mit Harry Ruskin und Lawrence P. Bachmann auch das Drehbuch schrieb. Die Hauptrollen spielten Lionel Barrymore, Van Johnson und Susan Peters. Dr. Gillespie’s New Assistant ist der elfte Film der Dr. Kildare-Serie von Metro-Goldwyn-Mayer und der zweite ohne Dr. Kildare.

## Handlung
Im Blair General Hospital in New York fürchten der Leiter der Klinik Dr. Walter Carew und die leitende Krankenschwester Molly Byrd um die Gesundheit von Dr. Leonard Gillespie, dem renommiertesten Arzt der Klinik. Sie glauben, dass er sich überarbeitet. Als er die Atemgeräusche eines Patienten abhört und dabei einschläft, bestehen die beiden darauf, dass er einen Assistenten bekommt. Dr. Gillespie sieht keine Notwendigkeit dazu und protestiert kurz, gibt aber bald nach. Er wird den neuen Assistenzärzten eine Frage stellen. Sollte einer diese Frage richtig beantworten werde er diesen als Assistenten nehmen. Wider Erwarten antworten sogar drei der Assistenzärzte korrekt, nämlich Dr. Randall Adams aus Kansas, der australische Militärarzt Dr. Dennis Lindsay und der chinesischstämmige Dr. Lee Wong Howe aus Brooklyn. Da Dr. Gillespie sich nicht entscheiden möchte, nimmt er zunächst alle drei. Er weist Dr. Lee die Behandlung eines tauben, zwei Jahre alten Jungen zu, und Dr. Lindsay soll sich um einen Mann mit Hautausschlag kümmern. Bevor er auch Dr. Adams einen Patienten zuweisen kann, wird er daran erinnert, dass er Howard Allwinn Young, dem Sohn eines seiner besten Freunde, zur Hochzeit gratulieren wollte. Dabei erfährt er, dass dessen Frau Claire plötzlich ihre Erinnerungen verloren hat. Er bittet Howard, mit ihr ins Blair General Hospital zu kommen.
Doch weder durch Gespräche mit Claire noch durch medizinische Untersuchungen können Dr. Gillespie und Dr. Ames einen Grund für die Amnesie Claires finden. Dr. Ames bringt Claire in ihre gewohnte Umgebung zurück, doch auch dort kann sie sich an nichts erinnern. Bald gewinnen Dr. Gillespie und Dr. Ames den Eindruck, dass Claire die Amnesie nur simuliere. Durch einen Besuch in der Praxis von Claires Hausarzt, der jedoch gerade beim Militär ist, erfährt Dr. Ames, dass Claire sich dort als Witwe mit einem Kleinkind angemeldet hatte. Dr. Gillespie und Dr. Ames konfrontieren Claire daraufhin mit ihrem Verdacht und den Informationen, worauf diese in Ohnmacht fällt. Als sie wieder aufwacht, erzählt sie, dass sie mit 16 einen Kriminellen geheiratet habe. Kurz nach der Geburt ihres ersten Sohns sei ihr Mann bei einem Raubüberfall erschossen worden. Sie habe ihren Sohn zu ihrer Mutter gebracht und sei dann nach New York gezogen, wo sie Modedesignerin wurde. Obwohl sie es nicht wollte, habe sie sich in Howard verliebt. Sie wollte ihn über ihren Sohn informieren, doch habe sie das immer wieder verschoben. Erst bei ihrer Hochzeit sei ihr klar geworden, dass sie nicht länger warten könne. Als sie dann endlich anfing, in einem Gespräch auf dieses Thema hinzuarbeiten, habe Howard sofort einen grausamen Witz über „Frauen aus zweiter Hand“ gemacht. Da wurde ihr klar, dass er ihren Sohn nie akzeptieren würde. Daher wolle sie sich nun diskret von Howard, den sie immer noch liebe, zurückziehen und habe deswegen vorgegeben, ihre Erinnerungen verloren zu haben.
Kurz darauf gewinnen Dr. Carew und Molly Byrd den Eindruck, Dr. Gillespie reagiere geschockt auf dieses Ergebnis, und machen sich Sorgen um ihn. Beide wollen nun wissen, wie Dr. Gillespie mit seinen Assistenten klar kommt. Da sie sich aber beide dafür schämen, beauftragen sie unabhängig voneinander den Sanitäter Joe Wayman die vier auszuspionieren. Beide fordern Joe zudem auf, dem jeweils anderen nichts darüber zu sagen, sonst verliere er seinen Job. Inzwischen gewinnt Dr. Ames den Eindruck, mehr über Claire herausbekommen zu müssen. Illegalerweise besorgt er sich deren Krankenakte. In der steht, dass Claire keine Kinder mehr bekommen kann, sie das aber nicht weiß. Als er davon erfährt, ruft Dr. Gillespie sofort Howard zu sich ins Büro. Er wirft ihm vor, falsch mit seiner Frau umgegangen zu sein und erzählt ihm, dass sie keine Kinder mehr bekommen kann. Da Howard mit Claire zusammenbleiben will, aber auch Kinder haben will, macht Dr. Gillespie ihm eine Adoption schmackhaft. Erst danach erzählt er Howard von Claires Sohn. Howard und Claire kommen wieder zusammen. Da alle drei Assistenzärzte zu Dr. Gillespies Zufriedenheit gearbeitet haben, möchte er sie alle behalten. Dr. Lindsay muss allerdings absagen, da seine militärischen Vorgesetzten ihn zurückgerufen haben.

## Hintergrund

### Besetzung und Technischer Stab
Dr. Gillespie’s New Assistant war die erste Regiearbeit von Willis Goldbeck überhaupt. In der Dr.-Kildare-Serie war er bisher für das Drehbuch zuständig gewesen. Van Johnson und Keye Luke hatten ihren ersten Auftritt in der Serie.
Für das Szenenbild in Dr. Gillespie’s New Assistant waren Cedric Gibbons sowie Edwin B. Willis verantwortlich.

### Dreharbeiten
Die Produktion von Dr. Gillespie’s New Assistant lief vom 13. August bis zum 19. September 1942. Gedreht wurde in den Studios von MGM.

### Erstaufführung
Dr. Gillespie’s New Assistant wurde im Dezember 1942 uraufgeführt und von Metro-Goldwyn-Mayer vertrieben. Eine deutschsprachige Version des Filmes gibt es nicht.

## Rezeption

### Kritiken

#### Zeitgenössische Kritiken
Die zeitgenössischen Kritiker bescheinigten Dr. Kildare’s New Assistant genauso unterhaltend zu sein wie auch die anderen Folgen der Serie, eben Standardunterhaltung. Die komischen Momente überwiegen, es werde aber nie langweilig. Zu kritisieren sei die Einführung unnötiger Figuren, außerdem sei das Hauptthema so komplex, dass es kaum mit einem Film wie diesem passend dargestellt werden könne.
Lionel Barrymore sei so gut wie üblich. Susan Peters liefere eine ernsthafte und fesselnde Vorstellung, wohingegen Horace McNally (= Stephen McNally) fehlbesetzt sei. Ansonsten werden pauschal die Besetzung oder spezifischer die Nebenrollen explizit gelobt. Willis Goldbeck, die Produktion und George Folsey seien in Ordnung. Dagegen empfiehlt der American Cinematographer (herausgegeben von der American Society of Cinematographers) den Film sehr. Es sei ein erstklassiges Beispiel für dekorative Beleuchtung. Auch George Folseys Interpretation der wechselnden Stimmungen des Films wird hervorgehoben.

#### Moderne Kritiken
Paul Mavis beklagte, der Film zersplittere immer mehr, was nicht nur am schwachen Drehbuch, sondern auch an den Leuten hinter der Kamera liege. Die Geschichte von Claires Amnesie sei völlig uninteressant; die anderen beiden Fälle seien vorhersehbar und ebenfalls uninteressant, aber zumindest real. Er lobte Keye Luke, der ständig über Japaner schimpfen müsse damit klar werde, dass er selbst keiner sei. Van Johnson fand er dagegen gerade so in Ordnung, man könne nichts von dem guten Schauspieler sehen, der er später werden würde. Der beste sei aber Frank Orth, der leider seinen letzten Auftritt in der Serie habe. Leonard Maltin fand die Folge zufriedenstellend und gab ihr 2½ von vier Punkten.
Philippa Gates meinte, Dr. Gillespie’s New Assistant spiegele wider, dass wegen des Krieges mehr auf die Zusammenarbeit geachtet wurde als auf ethnische Hintergründe. Dieser Inklusionismus müsse allerdings nicht notwendigerweise auf Hollywood zurückgehen, sondern sei den Produzenten wohl vom United States Office of War Information nahegelegt worden. So werde Dr. Lee Wong Howe, US-Amerikaner mit chinesischen Wurzeln, positiv und nuanciert dargestellt. Sie merkte auch an, dass Dr. Lee im Film und von den Kritikern als „Chinese“ angesehen werde, obwohl er in Brooklyn geboren sei, „westliche“ Medizin studiert habe und Englisch, aber nicht Chinesisch spreche.